# Candelaro
El Candelaro es un río italiano situado en la provincia de Foggia. Tiene una longitud de 70 km y se usa actualmente para irrigar los campos.
Se supone que el río Candelaro fuese el artífice de la unificación geológica del Gargano con la península. De hecho, muy probablemente, el Gargano quedó unido por los detritos transportados por el Candelaro; sobre la base de esta teoría se podría así afirmar que el Gargano fue una isla del actual mar Adriático hasta que quedó unido a la península Italiana. 
Sus afluentes son: el canal Radiosa, el torrente Triolo, el torrente Sàlsola y el Celone. Actualmente el caudal de agua del Candelaro se ve sensiblemente disminuido por el uso para la agricultura y por otras circunstancias naturales.